# Re-Experienced
Re-Experienced jest wydaną pośmiertnie kompilacją utworów Jimiego Hendrixa, zawierającą niektóre utwory z takich płyt jak: Are You Experienced?, Axis: Bold as Love, Electric Ladyland, The Cry of Love a także po jednym z War Heroes, Band of Gypsys i Hendrix in the West. Płyta została wydana w Holandii.

## Lista utworów
Autorem wszystkich utworów, chyba że zaznaczono inaczej jest Jimi Hendrix.
| Strona A | Strona A                   | Strona A |
| Nr       | Tytuł utworu               | Długość  |
| -------- | -------------------------- | -------- |
| 1.       | „Hey Joe” (Roberts)        |          |
| 2.       | „Stone Free”               |          |
| 3.       | „The Wind Cries Mary”      |          |
| 4.       | „Love or Confusion”        |          |
| 5.       | „Red House”                |          |
| 6.       | „Third Stone From the Sun” |          |

| Strona B | Strona B                           | Strona B |
| Nr       | Tytuł utworu                       | Długość  |
| -------- | ---------------------------------- | -------- |
| 1.       | „Purple Haze”                      |          |
| 2.       | „Manic Depression”                 |          |
| 3.       | „If Six Was Nine”                  |          |
| 4.       | „Castles Made of Sand”             |          |
| 5.       | „All Along the Watchtower” (Dylan) |          |
| 6.       | „Voodoo Child (Slight Return)”     |          |

| Strona C | Strona C                                     | Strona C |
| Nr       | Tytuł utworu                                 | Długość  |
| -------- | -------------------------------------------- | -------- |
| 1.       | „Have You Ever Been (to Electric Ladyland)”  |          |
| 2.       | „Rainy Day Dream Away”                       |          |
| 3.       | „1983... (A Merman I Should Turn to Be)”     |          |
| 4.       | „Moon, Turn the Tides... Gently Gently Away” |          |

| Strona D | Strona D            | Strona D |
| Nr       | Tytuł utworu        | Długość  |
| -------- | ------------------- | -------- |
| 1.       | „Angel”             |          |
| 2.       | „In from the Storm” |          |
| 3.       | „Stepping Stone”    |          |
| 4.       | „Who Knows”         |          |
| 5.       | „Little Wing”       |          |

## Artyści nagrywający płytę
- Jimi Hendrix – gitara, śpiew, gitara basowa – B5, C1, C3
- Mitch Mitchell – perkusja
- Noel Redding – gitara basowa
- Buddy Miles – perkusja – D4
- Billy Cox – gitara basowa – D1, D2, D3, D4

## Źródła
- Re-Experienced. AllMusic. [dostęp 2021-02-12]. [zarchiwizowane z tego adresu (2021-02-12)]. (ang.).